# Ischnura denticollis
Ischnura denticollis – gatunek ważki z rodziny łątkowatych (Coenagrionidae). Występuje na terenie Ameryki Północnej i Ameryki Środkowej.